# Stephan Rössler
Stephan Rössler OCist (* 16. November 1842 in Ganz bei Schwarzenau, Niederösterreich als Karl Rössler; † 16. März 1923 in Zwettl, Niederösterreich) war ein österreichischer Ordensgeistlicher und 62. Abt des Zisterzienserstiftes Zwettl.

## Leben

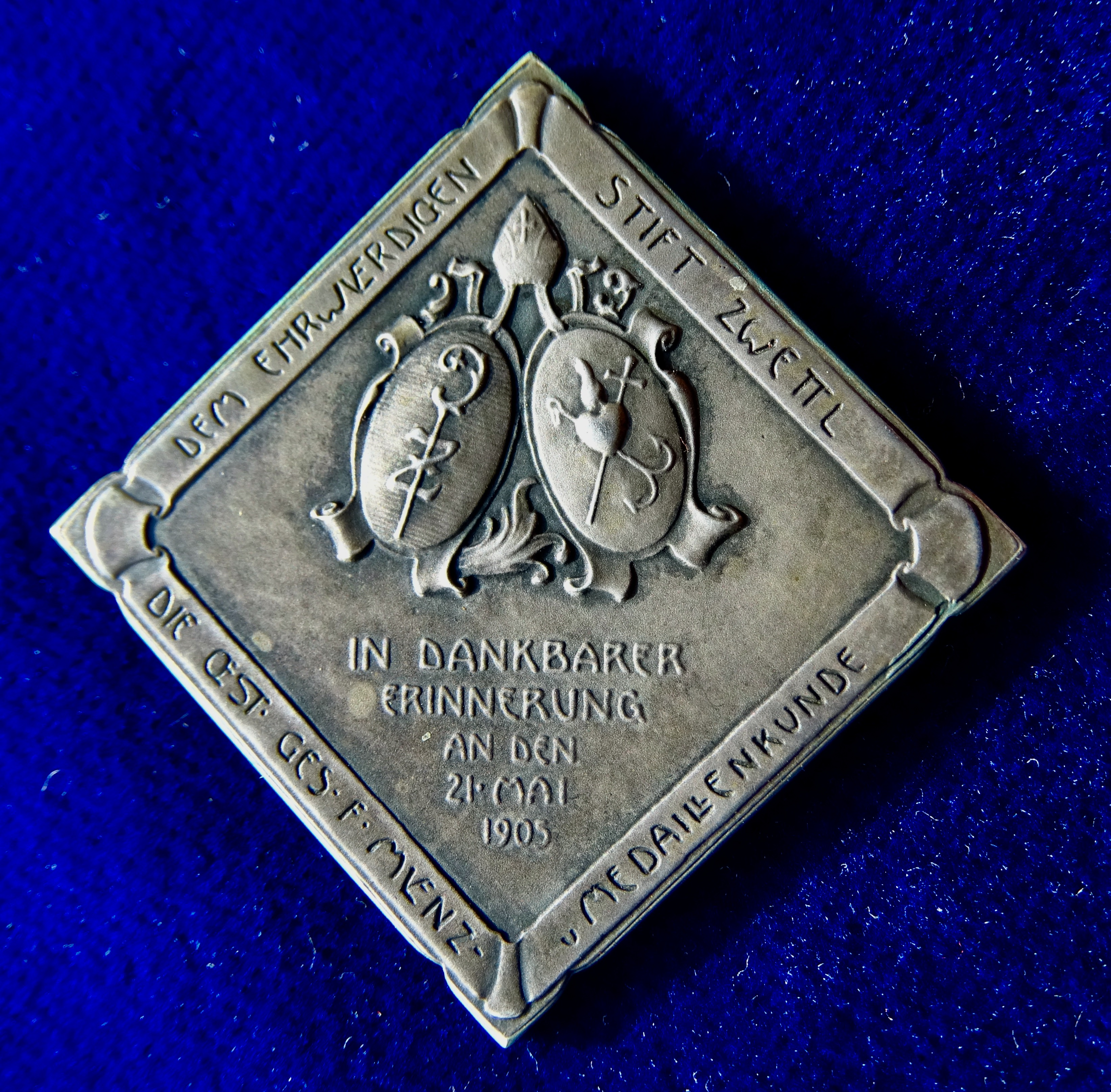
Jugendstil-Medaille der Österreichischen Gesellschaft für Münz- und Medaillenkunde von 1905 mit den Wappen des Stifts Zwettl und Rösslers

Stephan Rössler wurde am 16. November 1842 in der niederösterreichischen Ortschaft Ganz bei Schwarzenau geboren und in weiterer Folge auf den Namen Karl getauft. Nach erfolgreich abgeschlossener Schulbildung trat er am 20. August 1861 in das Zisterzienserstift Zwettl ein und legte hier am 8. September 1865 die feierliche Profess ab. Am 25. Juli 1866 erfolgte die Priesterweihe; danach war er bis 1870 Aushilfspriester in Kautzen und Zuggers (heute auf tschechischem Boden). Danach wurde er 1871 Pfarrprovisor in Siebenlinden bei Schweiggers, ehe er von Oktober 1871 bis 1875 Kooperator an Stiftspfarre von Zwettl war. Als Stiftsökonom und Baudirektor übernahm er in weiterer Folge 1875 die Leitung der Wirtschaftsbetriebe des Klosters.
Bereits 1878 trat er die Nachfolge des am 21. Jänner 1878 an einer akuten Lungenentzündung verstorbenen Abtes Anselm Brawenz an. Dabei wurde er am 15. Mai 1878 unter dem Vorsitz Matthäus Binder, damaliger Bischof von St. Pölten, vom Konvent zum Abt gewählt und am 6. Juni 1878 ebenfalls von Bischof Binder benediziert. Leopold Wackarž, der damalige Generalvikar der österreichisch-ungarischen Zisterzienserkongregation, war bei der Wahl anwesend und bestätigte den Neugewählten in weiterer Folge. Noch im selben Jahr seiner Abtswahl startete Rössler ein umfangreiches Sanierungs- und Modernisierungsprogramm. Neben umfassenden Renovierungsarbeiten an der mittelalterlichen Bausubstanz, ließ er unter anderem das Alters- und Pflegeheim renovieren, sowie die Kanalisation und die Wasserleitung erneuern. Neben den diversen Renovierungstätigkeiten entstanden auch einige Neubauten, wie unter anderem das 1900 errichtete Stephaneum. Bereits 1892 wurde das stiftseigene Elektrizitätswerk eröffnet. Parallel zu den umfangreichen baulichen Aktivitäten in seiner Amtszeit beschäftigte sich Rössler auch mit der Kunst und Wissenschaft im Stift. So veröffentlichte er zeitlebens mehrere Arbeiten zur Stiftsgeschichte, vor allem zur Bau- und Kunstgeschichte, und erstellte an einem Verzeichnis der Handschriften der Stiftsbibliothek, das von seinem späteren Nachfolger als Abt von Zwettl erweitert und ausgebaut wurde.
Im Jahre 1897 wurde Rössler zum ehrenamtlichen Konservator der Zentralkommission für die Erforschung und Erhaltung der Kunst- und historischen Denkmale ernannt. Des Weiteren kümmerte sich Rössler um die „Erneuerung des noch von den geistigen Auswirkungen des Josephinismus geprägten Konventslebens hin zu einem Gemeinschaftsleben nach monastischen Idealen“. Am 16. März 1923 starb Rössler im Alter von 80 Jahren in Zwettl, wo er auch am 19. März 1923 auf dem Stiftsfriedhof beerdigt wurde. Seine Nachfolge als Abt des Zisterzienserstiftes Zwettl trat daraufhin Leopold Schmidt an.

## Veröffentlichungen (Auswahl)
- 1881: Stift Zwettl. In: Sebastian Brunner, Ein Cistercienserbuch, S. 542ff.
- 1883: Das Türkenjahr 1683 und das Stift Zwettl. In: Studien und Mitteilungen zur Geschichte des Benediktinerordens und seiner Zweige 4:2, S. 383–388.
- 1889: Die Stiftskirche und der Kirchthurm in Zwettl. In: Berrichte und Mittheillungen des Alterthums-Vereines zu Wien 25
- 1891: Verzeichniss der Handschriften der Bibliothek des Stiftes Zwettl. In: Xenia Bernardina 2/1, S. 293–479
- 1892: Die innere Einrichtung der Zwettler Stiftskirche im 16. und 17. Jahrhundert. In: Berrichte und Mittheillungen des Alterthums-Vereines zu Wien 28
- 1893: Das Stift Zwettl. Seine Geschichte und seine Sehenswürdigkeiten (Neuauflage 1929)
- 1900: Das Cistercienserstift Zwettl. In: Das sociale Wirken der katholischen Kirche in der Diöcese St. Pölten, herausgegeben von Carl Fohringer